# 海猫 (八代亜紀の曲)
「海猫」（うみねこ）は、1982年8月21日に発売された八代亜紀の38枚目のシングル。

## 解説
本楽曲は、1982年にNHKの音楽番組『あなたのメロディー』から誕生した楽曲で、同年の『第33回NHK紅白歌合戦』でも歌唱された。

## 収録曲
- 両楽曲共に、編曲：竜崎孝路

1. 海猫（3分47秒）
作詞：高橋直人／作曲：小林学
2. さいごの恋人（4分08秒）
作詞：杉紀彦／作曲：曽根幸明